# Lymphocyte B

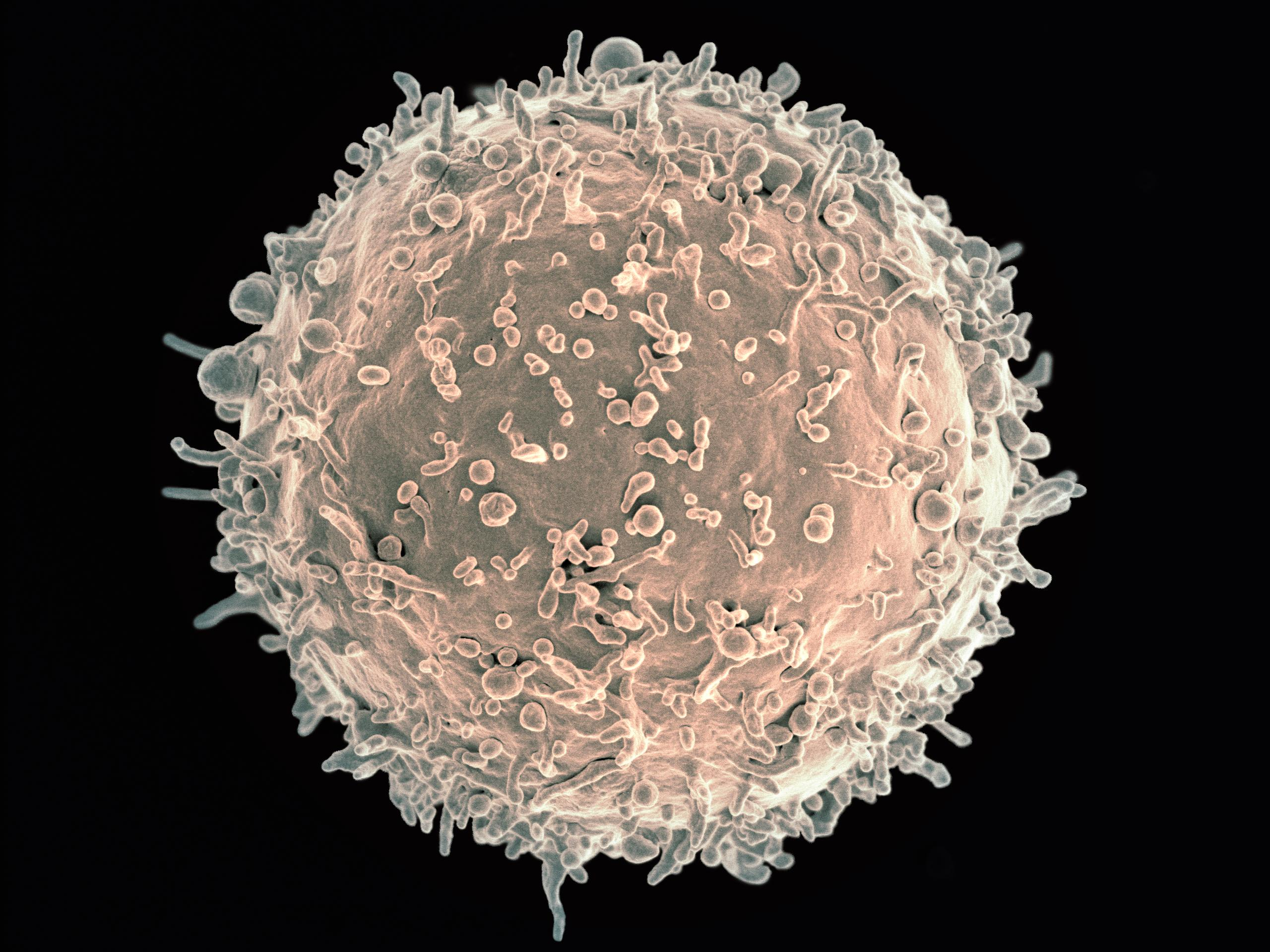
Une reconstitution en 3D d'un lymphocyte B. On peut voir les prolongements cytoplasmiques qui servent au lymphocyte à se déplacer sur la paroi des vaisseaux sanguins

Les lymphocytes B sont un type de globules blancs du sous-groupe des lymphocytes intervenant dans la composante humorale de la réponse immunitaire adaptative. Ce sont des cellules qui produisent des anticorps, soit secrétés dans le sang, soit insérés dans la membrane cellulaire où ils font partie des récepteurs des lymphocytes B.
Leur importance est capitale dans le fonctionnement de l'organisme : les vaccins activent les lymphocytes B, les thérapies de blocage des points de contrôle du cancer sont produites à l’aide de lymphocytes B, et les carences en lymphocytes B ont des conséquences importantes. Les cellules B sont un sujet de fascination depuis au moins les années 1800, lorsque les premiers anatomopathologistes observaient des foyers de figures mitotiques dans les tissus lymphoïdes qu'ils appelaient centres germinaux. La notion d'une branche humorale à l'immunité est issue des travaux d'Ehrlich, 1908, et ses contemporains étudiant les cellules B au début des années 1900. Les efforts visant à comprendre comment nous pourrions fabriquer des anticorps à partir de cellules B contre presque n’importe quelle surface étrangère tout en évitant généralement de les fabriquer contre nous-mêmes ont conduit à la théorie de la sélection clonale de Frank Macfarlane Burnet. Cela a été suivi par la définition moléculaire de la manière dont une diversité d'immunoglobulines peut apparaître par réarrangement génique dans les cellules B en développement. Les processus dépendants du gène activant la recombinaison V(D)J de l'immunoglobuline dans les cellules B en développement sont maintenant connus pour être capables de générer une énorme quantité de diversité d'anticorps (en théorie, au moins 1016 variantes possibles),.

## Description
Les lymphocytes B sont des lymphocytes participant à la réponse immunitaire adaptative (propre aux vertébrés), c'est-à-dire qu'un lymphocyte B donné ne peut réagir que contre un antigène précis. Cette spécificité est donnée par le récepteur des lymphocytes B, complexe membranaire similaire au TCR des lymphocytes T. Le récepteur des cellules B est également issu d'une recombinaison V(D)J.
Les cellules B sont des lymphocytes qui jouent un grand rôle dans l'immunité humorale (par opposition à l'immunité cellulaire).
« B » est l’abréviation de « bourse de Fabricius », un organe des oiseaux dans lequel les cellules B sont produites et arrivent à maturité, et non celle de la moelle osseuse (en anglais : bone marrow) dans laquelle les cellules B sont produites chez tous les autres vertébrés, notamment chez l'humain.
Le corps humain produit des centaines de milliers de types différents de cellules B, et chaque type a sur sa membrane un récepteur des lymphocytes B particulier, qui se liera à un antigène particulier ; à chaque instant des millions de cellules B circulent dans le sang et la lymphe, sans produire d'anticorps.
Il y a plusieurs types de cellules B :
- les cellules B naïves, qui n'ont encore jamais rencontré leur antigène de prédilection ;
- les plasmocytes sécrètent des anticorps qui se chargent de la neutralisation des antigènes en se liant à ceux-ci afin qu'ils deviennent des proies plus faciles pour les phagocytes (opsonisation) ;
- les cellules B à mémoire sont formées spécifiquement contre les antigènes rencontrés lors de la réponse immunitaire primaire ; comme elles peuvent vivre longtemps, ces cellules peuvent réagir rapidement lors d'une seconde exposition à leur antigène spécifique ;
- les cellules B régulatrices (appelées Breg pour regulatory B cells) ont été décrites récemment. Elles contrôlent l’inflammation auto-immune et sont mises en évidence dans divers modèles de tolérance telles que la transplantation, la grossesse, ou encore des infections par un parasite extracellulaire comme les helminthes. Des traitements médicamenteux sont capables d'augmenter ce potentiel régulateur[8],[9],[6].

L'immunité humorale (la création d'anticorps circulant dans le plasma et la lymphe) implique l'activation des cellules B. L'activation cellulaire peut être mesurée au moyen de la technique ELISPOT ou de cytométrie en flux (FACS) qui peut déterminer le pourcentage de cellules B sécrétant n'importe quel anticorps particulier.
Les cellules B se caractérisent sur le plan immunohistochimique par la présence de CD79b, (chaine d'immunoglobine transmembranaire qui est un composant du récepteur des lymphocytes B sur leur membrane plasmique).
Susumu Tonegawa a obtenu le Prix Nobel de physiologie ou médecine en 1987 pour avoir démontré de quelle manière les cellules B créent une énorme diversité d'anticorps au départ d'un petit nombre de gènes.

## Circulation des lymphocytes B et rencontre avec l'antigène

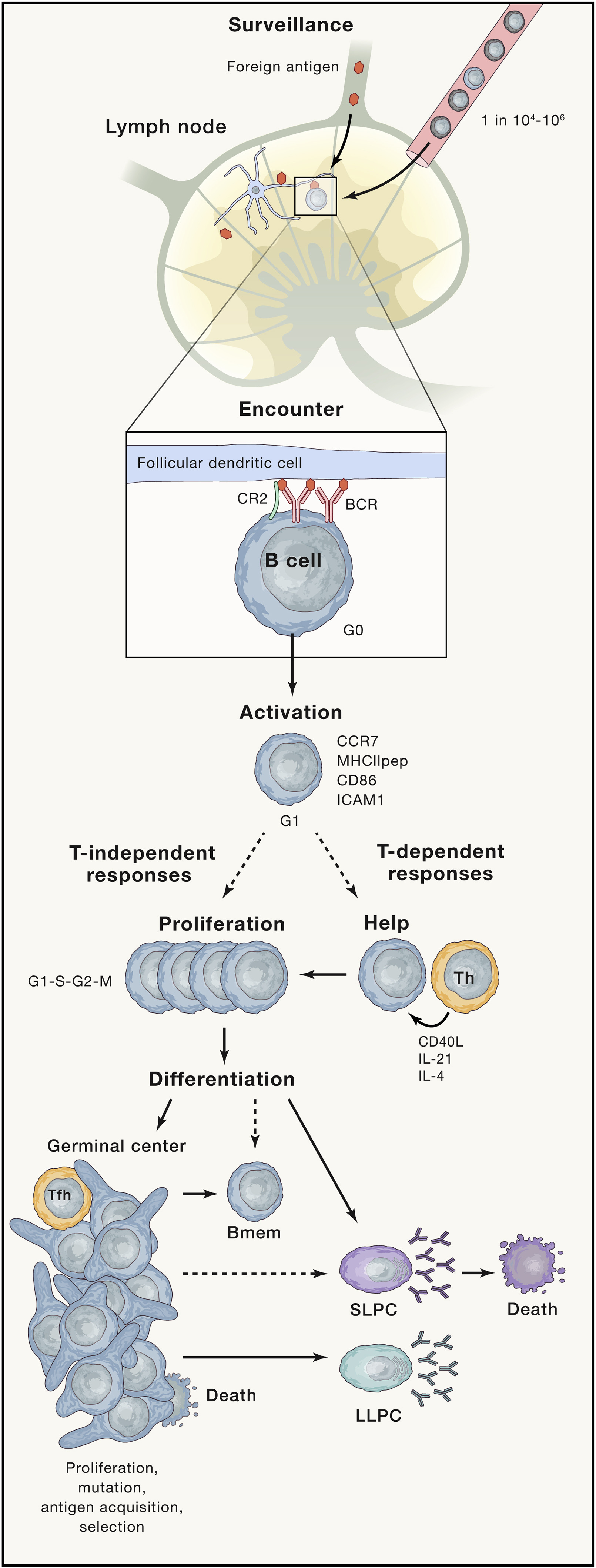
Réponses à l'activation des lymphocytes B. Après avoir été produite dans la moelle osseuse, les lymphocytes B circulants spécifiques de d'un antigène (bleus), avec une densité de 1/10000 à 1/1000000, pénètrent et examinent un ganglion lymphatique drainant les antigènes. Une cellule B rencontre un antigène opsonisé (revêtu de complément) affiché par les cellules dendritiques folliculaires (FDC) et reçoit les signaux de ses récepteurs spécifiques (BCR) et du récepteur du complément 2 (CR2). L'activation implique une régulation positive des molécules de surface, un traitement d'internalisation de l'antigène et (dans le cas d'antigènes contenant des protéines) une présentation sous forme de complexes peptidiques du CMH de classe II (MHCIIpep) et une entrée dans G1 du cycle cellulaire. Si l’antigène engage plusieurs BCR et/ou corécepteurs sur la cellule B, une réponse proliférative T-indépendante (TI) s’ensuit. Les antigènes contenant des protéines moins complexe entraînent des réponses T-dépendantes (TD), dans lesquelles les lymphocytes B dépendent des signaux des lymphocytes T auxiliaires pour proliférer. La phase de prolifération est suivie d'une différenciation en plasmocytes à vie courte (SLPC), en cellules B du centre germinal (GC) et/ou en cellules B à mémoire (Bmem). La différenciation relative entre ces états distincts varie et dépend de l'intégration des signaux reçus par les lymphocytes B, notamment via le BCR, les co-récepteurs et l'aide des lymphocytes T. Les cellules B du centre germinatif adoptent une morphologie dendritique qui peut faciliter la rencontre avec les antigènes et la discrimination par affinité. Les cellules B du centre germinatif donnent naissance à davantage de plasmocytes à vie courte, de cellules B à mémoire et de plasmocytes à vie longue (LLPC)

L’initiation des réponses immunitaires humorales nécessite que de rares lymphocytes B réactives à l’antigène entrent en contact avec l’antigène. Ces rencontres se produisent principalement dans les tissus lymphoïdes secondaires (ou périphériques), notamment la rate, les ganglions lymphatiques et les plaques de Peyer, et sont favorisées par deux processus fondamentaux. Premièrement, les tissus lymphoïdes sont spécialisés pour filtrer les fluides corporels (sang, lymphe et contenu des muqueuses) et pour capturer et afficher les antigènes étrangers afin que les cellules B puissent les « voir ». Deuxièmement, ces tissus soutiennent le recrutement continu de lymphocytes du sang à travers des cellules endothéliales spécialisées liant les lymphocytes et leur mouvement vers des compartiments (follicules lymphoïdes) où se concentrent les antigènes entrants,.
Les types cellulaires initiaux qui gèrent les antigènes entrants diffèrent selon les types de tissus lymphoïdes, mais le principe est de présenter l'antigène intact pour la rencontre avec les lymphocytes B est similaire. Dans les ganglions lymphatiques, par exemple, des macrophages résidents spécialisés existent dans un emplacement sous-capsulaire qui capturent les antigènes de la lymphe et les transportent jusqu'aux cellules B folliculaires. Au centre des follicules lymphoïdes se trouvent des cellules dendritiques folliculaires qui sont très efficaces pour capturer et présenter des antigènes opsonisés (revêtus d'anticorps et/ou de complément),. Les récepteurs des cellules dendritiques folliculaires ont été répertoriés en 2018 .
Contrairement à la plupart des cellules présentant les antigènes, les cellules dendritiques folliculaires ne sont pas phagocytaires et peuvent retenir et afficher des antigènes intacts à la surface de leurs cellules pendant plusieurs semaines, bien que cela puisse impliquer un recyclage endocytaire. La migration des cellules B vers les follicules est guidée par la chimiokine CXCL13, le ligand de CXCR5, qui est produite par les cellules dendritiques folliculaires et par d'autres cellules stromales associées aux follicules. Dans le follicule, les cellules B migrent continuellement le long du stroma folliculaire de manière non directionnelle, à une vitesse d'environ 6 μm par minute, surveillant les macrophages sous-capsulaires et les cellules dendritiques folliculaires à la recherche d'antigènes affichés en surface ou d'antigènes solubles dans leur environnement,,. Les cellules stromales ganglionnaires dans les follicules ainsi que dans d'autres parties des tissus lymphoïdes sont une source de facteur activant les cellules B, un facteur critique de survie des cellules B,. L'accès des cellules B aux parties périphériques du follicule est favorisé par un deuxième facteur de guidage, l'oxystérol 7α,25-HC, qui est produit par les cellules stromales dans ces régions et agit via le récepteur chimioattractant G-protein coupled receptor 183 ,.
Si, après plusieurs heures de surveillance, aucun antigène n'est détecté, les lymphocytes B quittent les tissus lymphoïdes en réponse à la détection de la sphingosine-1-phosphate via leur récepteur S1PR1 . De la rate, les lymphocytes B sortent dans les vaisseaux sanguins et, des ganglions et des plaques de Peyer, dans les vaisseaux lymphatiques. Une fois dans le liquide circulatoire, les lymphocytes B peuvent se déplacer vers un autre tissu lymphoïde en quelques minutes pour poursuivre leur programme de surveillance. Les mécanismes exacts contrôlant le temps que les cellules B passent dans un tissu lymphoïde n'ont pas été entièrement définis. Des travaux récents ont montré que l'entrée et la sortie des lymphocytes dans les tissus lymphoïdes ont une composante circadienne ; davantage de lymphocytes s'accumulent dans les tissus lymphoïdes pendant la période d'activité physique plus élevée. L'activité neuronale peut contribuer à ce comportement circadien, car la signalisation des récepteurs adrénergiques lymphocytaires peut favoriser la rétention médiée par CXCR4 dans les ganglions lymphatiques.

## Activation
Chaque cellule B a plus de 100 000 anticorps membranaires (ou récepteurs antigéniques) identiques et spécifiques a un seul antigène. Lors de la rencontre avec l'antigène, la signalisation via le récepteur des cellules B déclenche l'activation des lymphocytes B. Le mécanisme réel par lequel la liaison à l’antigène active le récepteur des lymphocytes B reste un domaine de recherche actif,. Les lymphocytes B naïfs expriment des isotypes d'immunoglobuline M et/ou d'immunoglobuline D liées à la membrane des isotypes qui manquent de domaines intracellulaires importants, la transduction du signal repose donc sur des molécules associées. En particulier, les CD79α et CD79β sont préassociées aux immunoglobulines M et immunoglobulines D et contiennent des motifs ITAM intracellulaires qui peuvent être phosphorylés par les tyrosines-kinases,. La tyrosine-kinase Syk est essentielle pour la signalisation des récepteurs des lymphocytes B tandis que les kinases de la famille Src sont critiques pour les réponses aux antigènes monovalents. La phosphorylation de la tyrosine conduit à l'activation de plusieurs voies de signalisation comme la voie PI3 kinase-Akt par le CD19 en s'associant aux immunoglobulines M et/ou aux immunoglobulines D. Ensemble, les signaux déclenchés par le récepteur des lymphocytes B entraînent des modifications dans l'expression de nombreux gènes, notamment la régulation positive des molécules costimulatrices (CD86, CD80), des molécules d'adhésion (ICAM1), des récepteurs de migration, des molécules favorables à la survie et des molécules liées au cycle cellulaire.
La plupart des antigènes complexes engageront d'autres récepteurs sur le lymphocyte B en plus du récepteur des cellules B. La ligature de certains co-récepteurs, tels que les récepteurs de type Toll ou les récepteurs du complément, conduit à une amplification et éventuellement à une modification qualitative du signal induit par le récepteur des cellules B,. L'engagement des co-récepteurs peut également réduire le seuil d'antigène nécessaire pour activer les cellules B. À l’inverse, les lymphocytes B expriment plusieurs récepteurs contenant des motifs inhibant l'activité kinase (Immunoreceptor tyrosine-based inhibitory motif) qui recrutent des phosphatases régulatrices négatives, telles que SHIP1 et SHP1, et ceux-ci atténuent le signal induit par le récepteur des cellules B.
Le déclenchement du récepteur provoque également l'internalisation du récepteur et de l'antigène lié d'une manière principalement dépendante de la clathrine. L'internalisation nécessite des motifs contenant de la tyrosine dans les CD79α et CD79β et implique l'activité des kinases de la famille Src. L’absorption d’antigènes liés à la membrane peut impliquer un processus de « propagation et de rassemblement » membranaire dépendant de l’actine avant l’internalisation. Les forces générées par la myosine lors de l'invagination peuvent conduire à la rupture des liaisons faibles entre le récepteur et l'antigène et entrainant une forme de discrimination par affinité. Après internalisation, l'antigène voyage via les endosomes jusqu'aux lysosomes pour un traitement enzymatique, et les peptides sont ancrés sur le CMH de classe II pour être délivrés à la surface cellulaire et présentés aux lymphocytes T cytotoxique  CD8+.

### Prolifération
Pour que la réponse des lymphocytes B progresse, une prolifération des lymphocytes B doit se produire. Ceci est nécessaire à la génération d’une population clonale de cellules filles, mais aussi à la différenciation. Les antigènes de faible valence déclenchent la transition des lymphocytes B du stade G0 à G1 du cycle cellulaire, préparant ainsi la cellule à une prolifération rapide en réponse aux signaux dérivés des lymphocytes T auxiliaires dans les réponses T-dépendantes. Dans certains cas, lorsque la signalisation via les co-récepteurs est forte (avec un récepteur de type Toll), le besoin d’aide des lymphocytes T est facultative. C’est ce qu’on appelle une réponse de type 1 indépendante du lymphocyte T. Alternativement, des antigènes hautement multivalents peuvent déclencher à eux seuls une signalisation par le récepteur du lymphocyte B suffisamment forte pour que les cellules entrent dans un cycle, dans une réponse de type 2 indépendante du lymphocyte T. Ces événements indépendants des lymphocytes T peuvent être augmentés par des cytokines telles que BAFF et APRIL (TNFSF13), dérivées de cellules de l'immunité innée engagées dans les capteurs.
À la suite de l’engagement du récepteur des lymphocytes B , à l’activation des co-récepteurs, à l’aide des lymphocytes T et/ou aux signaux des cytokines, la division cellulaire est couplée à des événements de différenciation ultérieurs. La recombinaison par commutation de classe vers d'autres isotypes et la différenciation des lymphocytes B en plasmocytes nécessitent un nombre minimum de divisions cellulaires.

## Interaction entre les lymphocytes T et les lymphocytes B

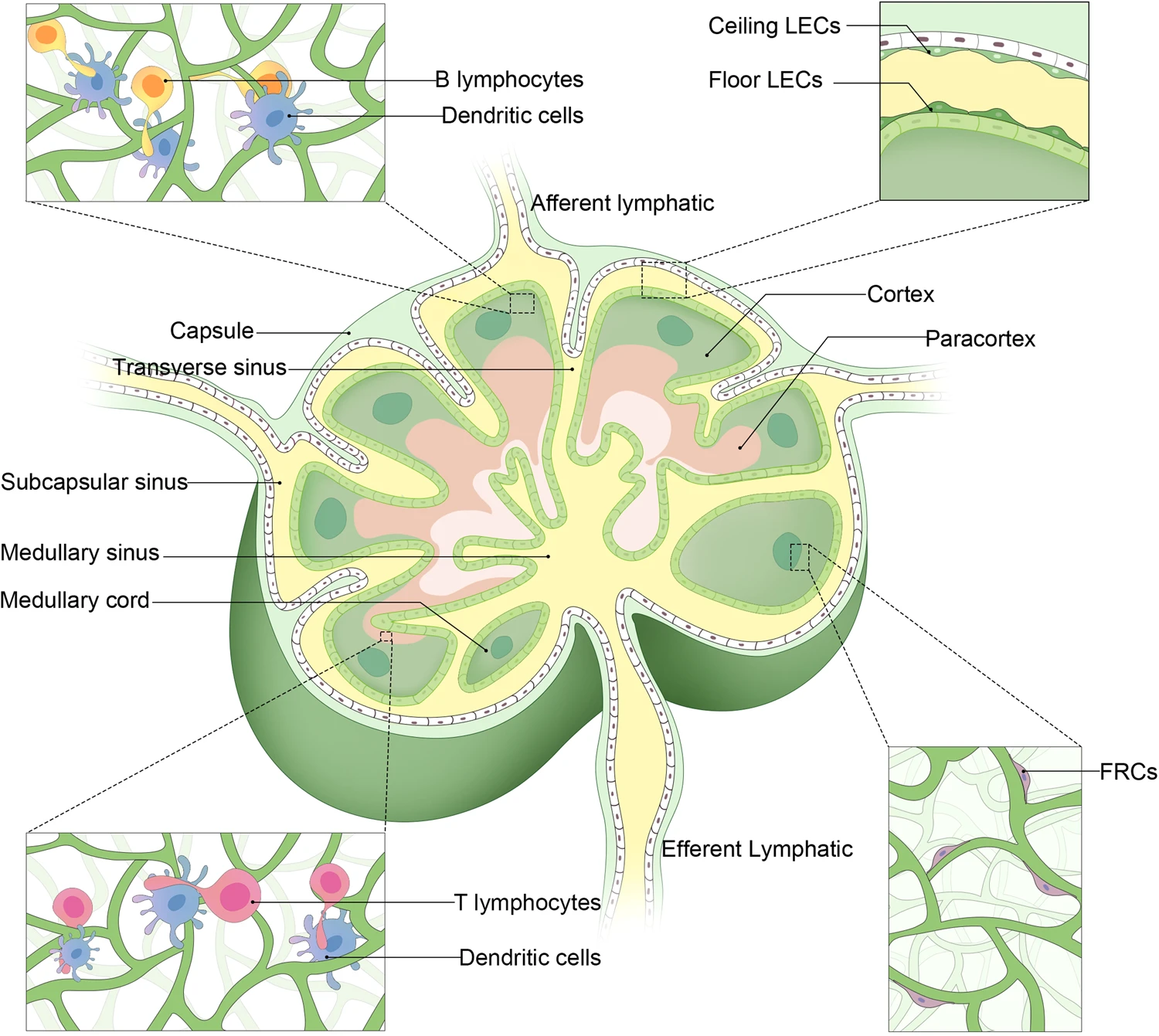
Anatomie d'un ganglion lymphatique

Dans les réponses immunitaires T-dépendantes, de rares lymphocytes B engagés dans un antigène doivent rencontrer de rares lymphocytes T spécifiques d’un antigène apparenté. L’une des premières conséquences du déclenchement du signal par les récepteurs des lymphocytes B est la régulation positive du récepteur de la chimiokine CCR7 et EBI2, ces récepteurs chimioattractants agissant ensemble pour guider vers la frontière entre la zone folliculaire des lymphocytes B vers et la zone des lymphocytes T. Un autre effet est la régulation négative de la sphingosine-1-phosphate receptor 1 pour garantir que les cellules B activées sont retenues dans le tissu répondeur. À l’interface follicule-zone T, les lymphocytes B interagissent avec les lymphocytes T auxiliaires CD4, ces derniers souvent (mais pas toujours) pré-activés par la rencontre avec les cellules dendritiques présentatrices d’antigènes, et s’engagent dans des interactions qui durent des dizaines de minutes. et parfois plus d'une heure,,.
De multiples partenaires protéiques d'interaction guident et façonnent la nature des interactions lymphocyte T-Lymphocyte B apparentées. Les intégrines sont des acteurs importants dans la plupart des interactions et migrations cellule-cellule leucocytaire et contribuent à la stabilité des interactions lymphocyte T-Lymphocyte B. L'intégrine LFA1 sur les cellules T auxiliaires engage à la fois ICAM-1 et ICAM-2 sur les cellules B et augmente la capacité des lymphocytes B de plus faible affinité à entrer en réponse. La quantité de peptide portée par le complexe majeur d'histocompatibilité présentée sur le lymphocyte B contribue également à la stabilité de ces interactions. Les protéines régulatrices de l'actine sont importantes et certains des défauts de réponse des lymphocytes B résultant d'un déficit en protéine WASP, en protéine d'interaction WASp (WIP), en diverses Rho GTPases ou en guanine nucleotide exchange factor pourrait être une conséquence d’une stabilité réduite de l'interaction lymphocyte T-Lymphocyte B. La signalisation costimulatrice de CD86 à CD28 est également cruciale dans la phase précoce des réponses des lymphocytes B.

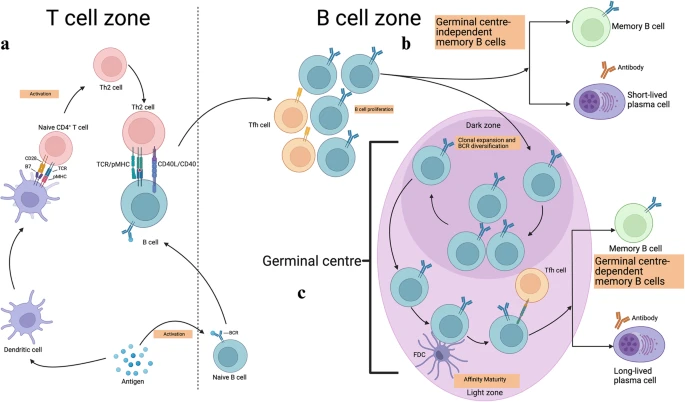
Interaction entre les lymphocytes T et les lymphocytes B (a) Les lymphocytes B et T naïfs migrent vers la frontière entre les zones folliculaires des lymphocytes B et les lymphocytes T après la rencontre de l'antigène dans les organes lymphoïdes secondaires. Cela permet aux lymphocytes B de développer un contact stable avec les lymphocytes T et de recevoir des signaux auxiliaires dérivés des lymphocytes T CD4 +. Ces cellules B activées par l’antigène se déplacent ensuite vers les follicules externes où elles peuvent proliférer davantage et choisir entre trois destins. (b) Certaines se différencieront en plasmocyte (PC) à courte durée de vie, tandis que d'autres deviendront des lymphocytes B à mémoire indépendantes du centre germinatif. (c) Les cellules B restantes réintègrent le follicule de cellules B et subissent une prolifération rapide, établissant ainsi un centre germinatif. Dans la zone sombre du centre germinatif, l'hypermutation somatique diversifie les récepteurs des cellules B en prolifération active (expansion clonale). Certaines de ces cellules se déplacent vers la zone claire du centre germinatif où elles interagissent avec les cellules dendritiques folliculaires présentatrices de l'antigène et les cellules T folliculaires auxiliaires (Tfh) spécifiques de l'antigène pour subir une maturation par affinité. Ces cellules B sélectionnées par affinité peuvent soit rejoindre le cycle, soit quitter le centre germinatif en tant que cellules différenciées, soit en tant que plasmocyte à longue durée de vie, soit en tant que cellules B mémoire dépendant du centre germinatif.

Les lymphocytes B qui ont reçu l'aide des lymphocytes T peuvent subir divers états de différenciation, notamment la formation de centre germinatif . Les interactions lymphocyte T-Lymphocyte B en cours sont essentielles au maintien des centres germinatifs. Dans sa réponse le centre germinatif engage fortement de l’inducible T-cell co-stimulator ligand contre son récepteur, un parent du CD28, devient plus important. Les molécules de la famille SLAM subissent des interactions entre les lymphocytes Th folliculaires  et les cellules B,. Les interactions de la famille SLAM contribue à l'induction de l'interleukine 4 dans les lymphocytes Th folliculaires. La protéine PD1 est fortement exprimée sur les cellules Th folliculaires , et le ligand de PD1 et PD2 peuvent être exprimés sur les cellules B, le ligand de PD1 étant présent de manière constitutive. L'interaction PDL1-PD1 semble exercer une influence restrictive sur les cellules B du centre germinatif, car un déficit intrinsèque en PDL1 confère aux cellules B du centre germinatif un avantage concurrentiel.
Un élément crucial de l’aide des lymphocytes T est l’expression du ligand du CD40 et l’engagement du CD40 des lymphocytes B. Le ligand du CD40 , membre de la famille du facteur de nécrose tumorale , est exprimé sur les lymphocytes T et son expression de surface est régulée positivement après l'activation des lymphocytes T. Le CD40 est exprimé de manière constitutive sur les cellules B matures, y compris les cellules B naïves et celles du centre germinatif. La dopamine a été découverte comme un nouveau facteur sécrété par les lymphocytes T auxiliaires folliculaires qui augmente l' inducible T-cell costimulator ligand sur les cellules B humaines via le récepteur dopaminergique 1'entrainant l'accumulation du ligand de CD40 au niveau de la fente synaptique dans les cellules T.
Les lymphocyte Th folliculaire sont également connues pour sécréter des cytokines qui influencent profondément les cellules B. Deux des principales cytokines sécrétées par les cellules Th folliculaire sont l' interleukine 4 et l'interleukine 21 . Ces cytokines favorisent la prolifération des lymphocytes B, la commutation isotopique et la différenciation en plasmocyte ou lymphocytes B du centre germinatif. La régulation de la différenciation des cellules B par interleukine 4 et l'interleukine 21 peut dépendre d'autres signaux reçus par les cellules B ainsi que du moment où les cellules B sont exposées à ces cytokines lors des interactions lymphocyte T-Lymphocyte B. Il existe également des preuves dans certains types de réponses immunitaires que les cellules Th folliculaires peuvent sécréter d'autres cytokines, telles que l'interleukine 10 et l'interféron gamma. Chez l'humain, CXCL13 est un marqueur des cellules Th folliculaires (en plus d'être fabriqué par les cellules stromales folliculaires), et une corrélation a été observée entre les niveaux de CXCL13 dans le plasma après l'immunisation et la réponse des cellules Th folliculaires et des cellules B des centres germinatifs dans le tissu lymphoïde.

## Commutation isotopique
Après activation, les lymphocytes B peuvent subir une commutation isotopique pour changer l'isotype de leur récepteur des cellules B d'immunoglobuline M et immunoglobuline D en immunoglobuline G, immunoglobuline A ou immunoglobuline E. En fin de compte, la production d’anticorps sécrétés de ces différents isotypes permet des rôles fonctionnels différentiels. La liaison aux récepteurs du complément est un mécanisme important par lequel les anticorps assurent la médiation des fonctions effectrices. Les immunoglobulines G peuvent se lier à plusieurs types de récepteurs du complément activateurs (FcγR) qui peuvent favoriser de nombreuses fonctions effectrices, telles que la cytotoxicité et l'opsonisation dépendantes des anticorps, ainsi qu'un récepteurs du complément R inhibiteur,(FcγRIIb), qui joue un rôle immunomodulateur. Le neonatal fragment crystallizable receptor (FcRn) est responsable du recyclage endosomal des IgG et garantit ainsi que les immunoglobuline G ont une demi-vie sérique longue (environ 3 semaines).
Une grande fraction des immunoglobulines E est liée au récepteur FcεRI, un récepteur de haute affinité abondant sur les mastocytes et les basophiles ; l'engagement des immunoglobuline E par l'antigène apparenté active le FcεRI et favorise la dégranulation de ces cellules conduisant à la libération rapide de médiateurs inflammatoires dans une hypersensibilité de type immédiat. La liaison des immunoglobulines A et des immunoglobulines M au récepteur polymère des immunoglobulines sur les cellules épithéliales est essentielle à la transmission de ces isotypes aux sécrétions mucosales.
Les immunoglobulines A exercent également des fonctions effectrices via le FcαRI, qui est exprimée chez l'humain mais pas chez la souris. L'activation du complément est une caractéristique importante des immunoglobulines M et des immunoglobulines G. Les sous-classes spécifiques d'immunoglobulines G : IgG1, IgG2, IgG3 et IgG4 (chez l'humain) diffèrent par diverses propriétés, notamment l'activation du complément et leurs affinités relatives pour des récepteurs Fc particuliers, permettant une spécialisation fonctionnelle. Globalement, les isotypes immunoglobulines G sont les plus prédominants dans le sérum, suivis des immunoglobulines A. Dans les sécrétions muqueuses, les immunoglobulines A sont les plus abondantes. En revanche, les immunoglobulines E sont généralement l’isotype le moins abondant, probablement parce que les cellules productrices d’immunoglobulines E sont rares et que les immunoglobulines E sécrétées ont une demi-vie courte.

## Spécialisation en plasmocyte
À mesure que les lymphocytes B se différencient en plasmocytes, ils continuent à proliférer et sont appelés plasmablastes. Les facteurs qui déterminent si une cellule B subit une différenciation en plasmocyte, ou une lymphocyte B à mémoire ne sont pas encore bien compris. Ces états de différenciation sont influencés par divers signaux, tels que ceux provenant du récepteur des lymphocytes B, de ses co-récepteurs et des cytokines. Les lymphocytes B ayant une affinité plus élevée pour l'antigène donnent lieu à une réponse plasmocytaire plus forte que les lymphocytes B répondant à un antigène d'affinité moindre, ce qui reflète la force de la réponse proliférative des plasmablastes.
L'isotype du récepteur des lymphocytes B semble également influencer fortement la différenciation en plasmocyte. Un cas particulièrement frappant est celui de récepteur des lymphocytes B de type immunoglobuline E qui, dans des études sur la souris, s'est révélé avoir une activité constitutive indépendante de l'antigène conduisant à une différenciation accrue des en plasmocyte, à une réduction des une lymphocyte B à mémoire pratiquement indétectables.

## Cellule B à mémoire
Dans les réponses des lymphocytes B, la mémoire peut être maintenue sous deux formes, d'abord grâce à la production à long terme d'anticorps par des plasmocytes à longue durée de vie (souvent nommées cellules plasmatiques à longue durée de vie), et deuxièmement par la génération d'un pool de lymphocytes B à mémoire quiescents qui peuvent être réactivés par des expositions ultérieures à des antigènes,. Historiquement, on pensait que les lymphocytes B à mémoire avaient subi un changement d'isotype, en particulier vers les isotypes immunoglubulines G , ce qui pourrait être dû en partie à une détection technique plus facile : une cellule à changement d'isotype qui était maintenue longtemps après l'exposition à l'antigène était considérée comme un lymphocytes B à mémoire parce que les cellules B naïves expriment l'immunoglobuline M et l'immunoglobuline D. Des preuves récentes avec une méthodologie améliorée ont révélé une population de lymphocytes B à mémoire porteuses d'immunoglobuline M. Lors d'une réexposition à l'antigène, les lymphocytes B à mémoire peuvent se différencier en cellules B du centre germinatif ou en plasmocyte, et en sous-ensembles spécifiques d'l'immunoglobuline M versus lymphocytes B à mémoire à immunoglobuline G, définis par des marqueurs de surface tels que CD73, CD80 et PDL2, présentent des propensions différentes à subir des programmes de différenciation particuliers. On pense que les cellules cellules B du centre germinatif sont à l’origine d’une grande partie du pool de lymphocytes B à mémoire, mais des lymphocytes B à mémoire indépendantes du centre germinatif ont également été décrits et apparaissent très tôt dans la réponse immunitaire,. La génération de lymphocytes B à mémoire est influencée par l'isotype du récepteur des lymphocytes B ainsi que par des signaux extrinsèques tels que la stimulation du CD40 ou des cytokines, des travaux récents suggérant un rôle de l'interleukine 9 dans la génération de lymphocyte B à mémoire,. Au sein du centre germinatif , les cellules qui expriment des quantités plus élevées du facteur de transcription BACH2 peuvent préférentiellement donner naissance à des lymphocytes B à mémoire plutôt qu'à des cellules plasmatiques à longue durée de vie. La probabilité qu'un lymphocyte B à mémoire soit activé par une exposition ultérieure à un antigène dépend de son affinité pour le récepteur des lymphocytes T ainsi que de la spécificité de son épitope, car les lymphocytes B à mémoire entrent en compétition entre eux ainsi qu'avec les anticorps sécrétés par les cellules plasmatiques à longue durée de vie. De nombreuses études sur les lymphocytes B à mémoire ont été menées dans le contexte de transferts adoptifs vers des souris receveuses dépourvues de cette compétition, bien que cette approche ait été utile pour élucider les propriétés fondamentales de sous-ensembles spécifiques de lymphocyte B à mémoire . L'emplacement des lymphocytes B à mémoire par rapport à la rencontre avec l'antigène est également probablement important ; la majorité des lymphocytes B à mémoire semblent recirculer, mais certains résident dans les tissus, comme dans les poumons,. Au sein des ganglions lymphatiques, les lymphocytes B à mémoire semblent être positionnés dans une niche sous-capsulaire permettant une rencontre rapide avec les macrophages du sinus sous-capsulaire porteurs de l'antigène et les cellules Tfh.
L’une des caractéristiques de la mémoire immunologique est une réponse plus rapide à l’exposition à un antigène. Un sous-ensemble majeur de lymphocyte B à mémoire se différencie rapidement en plasmablaste qui migrent via la circulation sanguine vers la moelle osseuse et deviennent des cellules plasmatiques à longue durée de vie,. Cette migration transitoire de plasmablaste dans le sang peut être facilement détectée chez les humains ayant reçu des rappels de vaccin. Bien que cette réponse rapide puisse être facilitée par le maintien d’un nombre accru de cellules B et de cellules T spécifiques de l’antigène, il existe de nombreuses preuves que les lymphocytes B à mémoire eux-mêmes sont sur le point de se différencier rapidement. Dans le cas des lymphocytes B à mémoire à immunoglobuline G , cela peut être dû à l'amplification de la signalisation par le domaine intracellulaire des récepteurs des lymphocytes B.
La prédisposition de certaines lymphocytes B immunoglobuline G à mémoire à devenir des cellules plasmatiques à longue durée de vie semble impliquer une régulation négative du facteur de transcription BACH2 . À l'inverse, une expression élevée du répresseur transcriptionnel Zbtb32 restreint la différenciation des lymphocytes B à mémoire en plasmablaste . Lors de la réexposition à l'antigène, les lymphocytes B à mémoire peuvent également subir une commutation isotopique . Dans la plupart des études chez la souris, les lymphocytes B immunoglobuline E à mémoire  n'ont pas été détectées, mais lors d'une réexposition à l'antigène, les immunoglobulines E peuvent être rapidement produites, dans certains cas avec une affinité plus élevée,. Cela a conduit à un modèle dans lequel la mémoire est maintenue dans les cellules B des isotypes immunoglobuline M ou immunoglobuline G qui passent ensuite aux immunoglobulines E et se différencient en plasmocyte lors de la réexposition à l'antigène,.

## Recombinaison V(D)J

### Recombinaison VDJ des immunoglobulines
Les anticorps sont composés de chaînes de protéines lourdes et légères, chaque type contenant une partie constante (C) et une partie variable (V). Les gènes codant ces chaînes légères ou lourdes se situent à différents endroits du génome.
1. Chaîne lourde (μ, δ, γ1, γ2, γ3, γ4, α1, α2, ε) , gènes localisés sur le chromosome 14
2. Chaîne légère kappa (κ), gènes localisés sur le chromosome 2
3. Chaîne légère lambda (λ), gènes localisés sur le chromosome 22

NB : il y a donc deux allèles de chaque gène, puisque le génome humain est diploïde.
Les régions V sont codées par des gènes qui comportent trois types de segments. Par exemple, le locus de la chaîne lourde contient environ 50 gènes Variables (V), 30 gènes de Diversité (D) 6 gènes de Jonction (J) et 9 gènes C (Constant), ce qui donne V x D x J = 50 x 30 x 6 = 9 000 possibilités. Les gènes codant les chaînes légères possèdent également de nombreux segments V et J, mais aucun gène D. La recombinaison entre les fragments VDJ permet de générer environ 2 x >106 combinaisons possibles : 9000 x 320 (120 possibilités pour la chaîne légère lambda (λ) + 200 pour la chaîne légère kappa (κ)).
Dans les lymphocytes B en développement, la première recombinaison à avoir lieu se fait entre un segment D et un segment J d’un locus de chaîne lourde. Toute la chaîne d’ADN située entre ces deux segments est éliminée. Cette recombinaison D-J est suivie par la jonction d’un segment V venant d’un locus en amont du gène DJ nouvellement formé. Cette fois encore, tout le locus situé auparavant entre le segment V et le DJ est éliminé du génome. Lors de la transcription du gène, l’ARN messager contient la région VDJ recombinee de la chaine lourde, ainsi que les segments constants mu et delta (Cμ et Cδ). Ce premier transcrit subit des modifications post-transcriptionelles classiques (polyadénylation, epissage des introns) et un épissage alternatif conduisant des gènes codant les segments constants. La traduction de cet ARNm produit la chaîne lourde Ig μ.
Les locus des gènes codant les chaînes légères kappa (κ) et lambda (λ) réarrangent d’une façon très similaire, à ceci près que les chaînes légères sont dépourvues de segment D. En d’autres termes, la première étape de la recombinaison des chaînes légères concerne les segments V et J pour former un complexe VJ, avant l’addition du segment constant de la chaîne légère lors de la transcription. La traduction de l’ARNm épissé des chaînes kappa ou lambda produit des chaînes légères Ig κ ou Ig λ.
L’assemblage de deux chaînes lourdes Ig μ et de deux chaînes légères conduit à la formation de la forme membranaire de l’immunoglobuline IgM exprimée à la surface des lymphocytes B, le récepteur des lymphocytes B. L’assemblage d’une chaîne légère avec une chaîne lourde forme un paratope unique. chaque Ig est donc bivalent.

### Remarques
- La formation d’immunoglobulines d’autres isotypes est liée à la commutation isotypique, et non à la recombinaison VDJ.
- Le terme « immunoglobuline » recouvre ici les protéines constituant le récepteur des lymphocytes B ainsi que les différents types d'anticorps. Il ne s'agit pas du « domaine imunoglobuline ».